# Draft 1987 de la NBA
1986 1988
La draft 1987 de la NBA est la 41e draft annuelle de la National Basketball Association (NBA), se déroulant en amont de la saison 1987-1988. Elle s'est tenue le 22 juin 1987 à New York. Un total de 161 joueurs ont été sélectionnés en 7 tours.
Lors de cette draft, 23 équipes de la NBA choisissent à tour de rôle des joueurs évoluant au basket-ball universitaire américain, ainsi que des joueurs internationaux. Si un joueur quittait l’université plus tôt, il devenait éligible à la sélection.
La loterie pour désigner la franchise qui choisit en première un joueur, implique un tirage au sort d’une enveloppe. Chaque enveloppe représentait une franchise non-qualifiée en playoffs, et celle qui serait tirée en première obtiendrait le premier choix. Le processus a ensuite été répété jusqu’à ce que le reste des choix de loterie aient été déterminés. Dans ce système, chaque équipe non qualifiée avait une chance égale d’obtenir le premier choix. Le reste des choix étant établi dans l'ordre inverse du classement de la saison 1986-1987.
David Robinson est alors sélectionné en première position par les Spurs de San Antonio, mais il rejoint pas la NBA avant la saison 1989-1990, à cause de son service militaire avec la United States Navy, où il remportera le titre de NBA Rookie of the Year lors de son entrée officielle dans la ligue.
Le fait marquant de cette draft est la sélection de deux futurs membres de la liste des meilleurs joueurs du cinquantenaire de la NBA, Robinson et Scottie Pippen et d'un joueur proche de cette liste, Reggie Miller. Les autres joueurs majeurs furent Kenny Smith (joueur et futur commentateur important), Horace Grant et Mark Jackson, qui remporte le titre de NBA Rookie of the Year cette saison.
Quatre joueurs, Robinson, Pippen, Miller et Šarūnas Marčiulionis, sélectionné en 127e position, sont intronisés au Basketball Hall of Fame.

## Draft
| ^ | Signale un joueur qui a été intronisé au Basketball Hall of Fame                                                                |
| * | Signale un joueur qui a été sélectionné pour au moins un match annuel NBA All-Star Game et une récompense annuelle All-NBA Team |
| + | Signale un joueur qui a été sélectionné pour au moins un match annuel NBA All-Star Game                                         |
| R | Signale le joueur qui a remporté le titre de NBA Rookie of the Year                                                             |
| m | Signale un joueur qui a remporté le titre de MVP au cours de sa carrière                                                        |

### Premier tour
| Choix | Nom                      | Position           | Nationalité          | Équipe                                                                          | Provenance              |
| ----- | ------------------------ | ------------------ | -------------------- | ------------------------------------------------------------------------------- | ----------------------- |
| 1     | David Robinson^ R m      | Pivot              | États-Unis           | Spurs de San Antonio                                                            | Navy                    |
| 2     | Armon Gilliam            | Ailier fort        | États-Unis           | Suns de Phoenix                                                                 | UNLV                    |
| 3     | Dennis Hopson            | Ailier             | États-Unis           | Nets du New Jersey                                                              | Ohio State              |
| 4     | Reggie Williams          | Ailier             | États-Unis           | Clippers de Los Angeles                                                         | Georgetown              |
| 5     | Scottie Pippen^          | Ailier             | États-Unis           | SuperSonics de Seattle (des Knicks de New York, transféré aux Bulls de Chicago) | Central Arkansas        |
| 6     | Kenny Smith              | Meneur             | États-Unis           | Kings de Sacramento                                                             | North Carolina          |
| 7     | Kevin Johnson*           | Meneur             | États-Unis           | Cavaliers de Cleveland                                                          | California              |
| 8     | Olden Polynice           | Pivot              | Haïti                | Bulls de Chicago (des Nuggets de Denver via les Knicks de New York)             | Virginia                |
| 9     | Derrick McKey            | Ailier Ailier fort | États-Unis           | SuperSonics de Seattle                                                          | Alabama                 |
| 10    | Horace Grant+            | Ailier fort Pivot  | États-Unis           | Bulls de Chicago                                                                | Clemson                 |
| 11    | Reggie Miller^           | Arrière            | États-Unis           | Pacers de l'Indiana                                                             | UCLA                    |
| 12    | Tyrone « Muggsy » Bogues | Meneur             | États-Unis           | Bullets de Washington                                                           | Wake Forest             |
| 13    | Joe Wolf                 | Pivot              | États-Unis           | Clippers de Los Angeles (des Rockets de Houston)                                | North Carolina          |
| 14    | Tellis Frank             | Ailier fort        | États-Unis           | Warriors de Golden State                                                        | Western Kentucky        |
| 15    | José Ortiz               | Ailier fort        | Porto Rico           | Jazz de l'Utah                                                                  | Oregon State            |
| 16    | Christian Welp           | Pivot              | Allemagne de l'Ouest | 76ers de Philadelphie                                                           | Washington              |
| 17    | Ronnie Murphy            | Arrière            | États-Unis           | Trail Blazers de Portland                                                       | Jacksonville            |
| 18    | Mark Jackson+ R          | Meneur             | États-Unis           | Knicks de New York (des Bucks de Milwaukee via les SuperSonics de Seattle)      | St. John’s              |
| 19    | Ken Norman               | Ailier             | États-Unis           | Clippers de Los Angeles (des Pistons de Détroit)                                | Illinois                |
| 20    | Jim Farmer               | Arrière            | États-Unis           | Mavericks de Dallas                                                             | Alabama                 |
| 21    | Dallas Comegys           | Ailier             | États-Unis           | Hawks d'Atlanta                                                                 | DePaul                  |
| 22    | Reggie Lewis+            | Arrière            | États-Unis           | Celtics de Boston                                                               | Huskies de Northeastern |
| 23    | Greg Anderson            | Ailier fort        | États-Unis           | Spurs de San Antonio (des Lakers de Los Angeles)                                | Houston                 |

### Joueurs notables sélectionnés dans les tours suivants
| Choix | Nom                   | Position          | Nationalité                  | Équipe                    | Provenance              |
| ----- | --------------------- | ----------------- | ---------------------------- | ------------------------- | ----------------------- |
| 26    | Steve Alford          | Arrière           | États-Unis                   | Mavericks de Dallas       | Indiana                 |
| 39    | Vincent Askew         | Arrière Ailier    | États-Unis                   | 76ers de Philadelphie     | Memphis State           |
| 40    | Winston Garland       | Meneur            | États-Unis                   | Bucks de Milwaukee        | Bears de Missouri State |
| 45    | Brad Lohaus           | Ailier fort Pivot | États-Unis                   | Celtics de Boston         | Iowa                    |
| 63    | Kevin Gamble          | Arrière           | États-Unis                   | Trail Blazers de Portland | Iowa                    |
| 68    | Billy Donovan         | Meneur            | États-Unis                   | Jazz de l'Utah            | Providence              |
| 75    | Chris Dudley          | Pivot             | États-Unis                   | Spurs de San Antonio      | Yale                    |
| 113   | José Antonio Montero  | Ailier            | Espagne                      | Hawks d'Atlanta           | Joventut de Badalone    |
| 127   | Šarūnas Marčiulionis^ | Arrière           | Union soviétique ( Lituanie) | Warriors de Golden State  | Statyba Vilnius (URSS)  |